# Церковь Иоанна Богослова (Коломна)
Церковь Иоанна Богослова — православный храм в городе Коломне Московской области, рядом с Кремлём. Относится к 1-му Коломенскому благочинию Коломенской епархии Русской православной церкви.

## История
Церковь существовала не позднее второй половины XV века внутри крепости. В 1577—1578 годах в писцовых книгах упоминается деревянный храм с иконами в полный рост деисусного ряда иконостаса. Церковь дала название Ивановской башне Коломенского кремля. В начале XVIII века здание сгорело, и было принято решение о строительстве каменного храма с приделом мученика Иоанна Воина, но уже вне крепости — на Житной площади (ныне площадь Двух Революций). Работы начались в 1733 году, однако вследствие пожара в городе в 1739 году их пришлось приостановить. Строительство было завершено в 1756 году. Перестройка церкви началась в XIX веке, ради увековечивания побед России в Отечественной войне 1812—1814 годах. В 1819 году снесли старую колокольню.
В 1826—1846 годах построили новую пятиярусную колокольню в стиле ампир высотой 67 метров, являющуюся самой высокой колокольней в Коломне. Был устроен придел в честь иконы Божией Матери «Всех скорбящих Радость». «Иконостас церкви был изготовлен служителем тульского архиерейского дома золотарём Егором Васильевичем Иконниковым. Роспись стен произвели коломенский мещанин живописец Феофан Гаврилович Дремязгин и помогавшие ему калужские мещане Аполлон Степанов и Митрофан Фёдоров. Новые иконы написали тот же Ф. Г. Дремязгин и московский иконописец Пётр Никитич Лыков». Иконостас в главном приделе был установлен в 1835 году, а в двух других приделах — в 1848 году. После реконструкции 28 августа 1848 года храм был заново освящён митрополитом московским и коломенским Филаретом.
Вокруг церкви расположилось каре торговых помещений, выстроенное в 1865 году по проекту архитектора И. А. Дагаева. Торговые помещения «принадлежали причту церкви, сдавались в аренду местным торговцам, и арендная плата служила одним из основных источников церковной казны».
В 1929 году храм был закрыт. В советское время в здании размещался склад магазина, отдел главного архитектора, торговый техникум. 
В 1997 году в церкви возобновлено богослужение. В 2005 года здание было целиком передано приходу. Иконостасы всех приделов современной работы.

## Архитектурные особенности
«Храм и смежная с ним четырёхстолпная трапезная богато обработаны в стиле зрелого классицизма, в деталях широко применён белый камень. Особенно нарядна апсида в венце колонн тосканского ордера… Высокая, стройная, увенчанная шпилем колокольня на оси архитектурного комплекса организует центральную городскую площадь, играет существенную роль в панораме Старой Коломны… Пять ярусов колокольни украшены многочисленными, преимущественно ионическими колоннами, вазами, изящной лепкой архивольтов и фризов».
Вход в трапезную и основную часть храма осуществляется из притвора, рядом с которым находится церковная лавка. В трапезной устроены приделы в честь мученика Иоанна Воина и иконы Божией Матери «Всех скорбящих Радость». Ряд старинных икон располагается на стенах перехода из трапезной в основную часть храма. Основная часть храма имеет высокой свод, в середине которого расположен проём для светового барабана.               
- Вид с юга
- Вид с северо-запада

## Святыни
- Каменная барельефная икона «Богоматерь с Младенцем Христом и предстоящим Иоанном Богословом». Образ находился над проездными Ивановскими воротами. Современные специалисты придерживаются мнения, что, скорее всего, икона была создана в 1525—1530 годах итальянскими мастерами, строившими Коломенский кремль.
- Мощевик с частицами мощей: священноисповедника Феодосия Коломенского (Ганицкого), преподобного Феодора Санаксарского, праведного Феодора Ушакова, преподобных Иова и Амфилохия Почаевских, преподобных Марфы и Александры Дивеевских, преподобных Саватия Соловецкого, Герасима Болдинского, Даниила Переяславского, праведного Петра Великодворского и частица гроба преподобномученицы великой княгини Елисаветы.
- Печатная копия иконы XIV века «Никола с житием». Центральный образ обрамлён чередой из 18 житийных сцен (клейм). Подлинник иконы изъят и вывезен из храма в 30-е годы XX века в Государственную Третьяковскую галерею, где и находится до настоящего времени в запасниках[7].